# Toxorhynchites aeneus
Toxorhynchites aeneus är en tvåvingeart som först beskrevs av Evans 1926.  Toxorhynchites aeneus ingår i släktet Toxorhynchites och familjen stickmyggor. Inga underarter finns listade i Catalogue of Life.